# 八谷鉱山
八谷鉱山（やたにこうざん）は山形県米沢市入田沢にあった、金、銀、銅、鉛、亜鉛などを主に産出した鉱山である。廃山となって採掘をやめ、坑道より出る坑水による鉱害を防止するため排水処理を行っている。処理後の水は小樽川（こたるがわ）や鬼面川（おものがわ）に流される。

## 沿革
- 1887年（明治20年）ころ - 開坑。
- 1952年（昭和27年）8月 - 三菱金属鉱業が買収。
- 1953年（昭和28年） - 只見鉱業に移管。
- 1956年（昭和31年） - 尾富鉱業[4]に移管。
- 1955年（昭和30年） - 1000トンの鉱石を細川鉱山に送った。
- 1960年（昭和35年） - 日本初の坑内地下選鉱場ができた。
- 1973年（昭和48年） - 坑道の総延長が30kmとなる。
- 1975年（昭和50年） - 200名以上の労働者がいた。
- 昭和後期、円高や非鉄金属の価格の暴落で人員整理を行う。
- 1988年（昭和63年）3月2日 - 閉山。

## 所在地
- 〒992-1583 山形県米沢市入田沢字八谷地内

奥羽山脈の山麓にある米沢市と喜多方市のほぼ中間地点にあった。